# ریچارد گومز
ریچارد گومز (انگلیسی: Richard Gomez؛ زادهٔ ۷ آوریل ۱۹۶۶) یک هنرپیشه، مدل، ورزشکار، و مجری تلویزیون اهل فیلیپین است.